# Nigeria en los Juegos Olímpicos de Atlanta 1996
Nigeria estuvo representada en los Juegos Olímpicos de Atlanta 1996 por un total de 65 deportistas que compitieron en 9 deportes.  
La portadora de la bandera en la ceremonia de apertura fue la atleta Mary Onyali-Omagbemi.

## Medallistas
El equipo olímpico nigeriano obtuvo las siguientes medallas:
| Nombre                                                      | Deporte   | Competición             |
| ----------------------------------------------------------- | --------- | ----------------------- |
| Oro                                                         |           |                         |
| Chioma Ajunwa                                               | Atletismo | Salto de longitud F     |
| Equipo                                                      | Fútbol    | Torneo M                |
| Plata                                                       |           |                         |
| Olabisi Afolabi Fatima Yusuf Charity Opara Falilat Ogunkoya | Atletismo | 4 × 400 m F             |
| Bronce                                                      |           |                         |
| Mary Onyali                                                 | Atletismo | 200 m F                 |
| Falilat Ogunkoya                                            | Atletismo | 400 m F                 |
| Duncan Dokiwari                                             | Boxeo     | Superpesado (+105 kg) M |